# جون أ. شو
كان جون آرثر "جاك" شو (1 يوليو 1939 – 5 أبريل 2020) موظفًا مدنيًا أمريكيًا سابقًا، شغل مناصب في عهد عدة رؤساء: كبير موظفي ريتشارد نيكسون، ومسؤول الاتصال في البيت الأبيض جيرالد فورد، وفي وزارة الخارجية رونالد ريغان. كما عيّنه الرئيس جورج بوش الأب مساعدًا لوزير التجارة خلال فترة عطلته.
كان آخر تعيين رئاسي له هو نائب وكيل وزارة الدفاع للأمن التكنولوجي الدولي، في عهد جورج دبليو بوش. اتُهم شو بالترويج غير اللائق للعقود الخاصة، مما أدى إلى فصله، لكن التحقيق اللاحق الذي أجراه مكتب التحقيقات الفيدرالي لم يسفر عن توجيه أي اتهامات إليه.
وعاد شاو إلى القطاع الخاص وأصبح رئيسًا ومديرًا تنفيذيًا لشركة العيادات الخارجية الأمريكية.

## الحياة المبكرة والتعليم والأستاذية
وُلِد شو في عائلة سياسية بارزة في فيلادلفيا، ونشأ في الضواحي على يد عمه وخالته بسبب الوفاة المبكرة لوالديه. تخرج شو من مدرسة كينت في كونيتيكت عام 1957. ثم حصل على درجة البكالوريوس من كلية ويليامز عام 1962، حيث كان عضوًا في قاعة سانت أنتوني، بالإضافة إلى درجة الماجستير (1967) والدكتوراه (1976) من جامعة كامبريدج ، حيث كان زميلًا في كلية ماجدالين. وقد درّس دراسات الأمن الدولي في جامعة كامبريدج وكلية ويليامز وجامعة جورج تاون ومعهد الدراسات السياسية في باريس.
خلال فترة عمله كأستاذ في كلية ويليامز، استثمر وقته وماله لتأسيس فريق التجديف للرجال في كلية ويليامز، على الرغم من بعض المقاومة من أعضاء هيئة التدريس والإدارة في ويليامز في ذلك الوقت. وتقديرًا لمثابرة شو، تم تسمية إحدى القواقع في John A. Shaw Boathouse باسم Pride and Persistence. بالإضافة إلى ذلك، يتم تقديم كأس فضي يحمل اسمه كل عام لمجدف ذكر يجسد إرادته في الاستمرار في القتال في مواجهة الشدائد. بفضل جهود شو في أوائل السبعينيات، أصبح ويليامز قوة تجديف أمريكية صغيرة، حيث فاز الرجال ببطولات متتالية وفازت النساء بسبع بطولات تجديف متتالية في القسم الثالث من الرابطة الوطنية لرياضة الجامعات.

## المسيرة المهنية من عام 1975 إلى عام 2000
شغل شاو عددًا من المناصب في السلطة التنفيذية للحكومة الأمريكية، وفي قطاع الأعمال، وفي مراكز الفكر.

### إدارة فورد ثم القطاع الخاص
في عام 1975، في عهد الرئيس فورد، أكد مجلس الشيوخ تعيين شاو مفتشًا عامًا للمساعدات الخارجية ومساعدًا لوزير الخارجية، مسؤولاً عن الإشراف على جميع المبيعات العسكرية الأجنبية للولايات المتحدة، ووكالة المعونة الأمريكية، وفيلق السلام، ومؤسسة الاستثمار الخاص في الخارج، وبنك التصدير والاستيراد.
من عام 1978 إلى عام 1980، عاد شو إلى القطاع الخاص كنائب رئيس شركة بوز ألين هاميلتون، مشرفًا على تطوير وتنظيم وإدارة مدينتين صناعيتين جديدتين، الجبيل وينبع، في المملكة العربية السعودية. شكلت هاتان المدينتان أكبر مشروع تطوير في العالم. عمل لدى العديد من شركات الاستشارات الإدارية، ومجموعة سانت فال الدولية ومجموعة كامبريدج الاستشارية، مشرفًا على مشاريع تطوير الأعمال الدولية. من عام 1980 إلى عام 1984 كان زميلًا أول في مركز الدراسات الاستراتيجية والدولية، متخصصًا في شؤون الأعمال التجارية الشرق أوسطية والدولية. أثناء وجوده هناك، شارك في تأليف دراسة تمت مراجعتها بشكل إيجابي بعنوان تحديث المملكة العربية السعودية: تأثير التغيير على الاستقرار. كان شو نائب رئيس عمليات واشنطن لمعهد هدسون، ثم أشرف على مركز التحليلات البحرية، من عام 1985 إلى عام 1986.

### إدارتي ريغان وبوش
من عام 1986إلى عام 1988، في عهد الرئيس ريغان، شغل منصب المستشار الأول لمدير وكالة التنمية الدولية. ومن عام 1989 إلى عام 1991، شغل منصب نائب الوزير المساعد والمدير التنفيذي للعمليات في وزارة التجارة، وأشرف على جهود كبيرة لإصلاح مكتب إدارة الصادرات.
في 13 سبتمبر 1991، تم تعيينه من قبل الرئيس جورج بوش الأب كمساعد لوزير التجارة لإنفاذ الصادرات، ليحل محل كوينسي ميلون كروسبي. حصل شو على تعيين في فترة راحة عندما تم نقض قانون إدارة التصدير المعدل.
مع وصول إدارة كلينتون، عاد شو إلى القطاع الخاص. وخلال هذه الفترة، شغل منصب الرئيس التنفيذي لشركة العيادات الخارجية الأمريكية (AOCC).

## المسيرة المهنية أثناء وبعد إدارةجورج دبليو بوش
عيّن وزير الدفاع دونالد رامسفيلد شو في أكتوبر/تشرين الأول 2001 رئيسًا لمكتب أمن التكنولوجيا الدولي الجديد. وبهذه الصفة، أصبح مسؤولًا عن مراقبة تصدير التكنولوجيا الحساسة.

### مزاعم امتلاك العراق لأسلحة الدمار الشامل
بصفته رئيسًا لمكتب أمن التكنولوجيا الدولي، تعقب شو برامج أسلحة صدام حسين قبل وبعد غزو العراق عام 2003، وقال إن روسيا ساعدت في نقلها إلى سوريا. في 18 فبراير 2006، قال شو في مؤتمر قمة الاستخبارات في الإسكندرية بولاية فرجينيا:
الجواب المختصر على سؤال أين ذهبت أسلحة الدمار الشامل التي اشتراها صدام من الروس هو أنها ذهبت إلى سوريا ولبنان... لقد نقلتها وحدات روسية غير نظامية، أُرسلت خصيصًا إلى العراق لنقل الأسلحة ومحو أي دليل على وجودها.
وزعم شاو أن يفجيني بريماكوف سافر إلى بغداد في ديسمبر/كانون الأول 2002 لترتيب الشحنات، وهو ما أنكره بريماكوف.

### تهم الفساد ملفقة ومدحضة
قام شو بعدة زيارات مُصرّح بها إلى العراق، على الرغم من أن مسؤولاً سابقاً في سلطة التحالف المؤقتة زعم لصحيفة لوس أنجلوس تايمز أن شو حصل على وصول غير مُصرّح به إلى أحد المواقع: ميناء أم قصر. حثّ شو المسؤولين الأمريكيين على الاستعانة بشركة تُدعى نانا باسيفيك، مملوكة لسكان ألاسكا الأصليين، وبالتالي مؤهلة لعقود بدون مناقصة. يُمكن لشركة نانا التعاقد من الباطن على بعض الأعمال، بما في ذلك أعمال التجريف في أم القصر، وتركيب أنظمة الاتصالات. ووفقاً لمسؤول سابق في سلطة التحالف المؤقتة: "كانت الفكرة هي أن هذه قد تكون وسيلةً تُمكّن من تسريع إنجاز الأمور التي يجب إنجازها..."
حصلت شركة نانا باسيفيك، وهي شركة 8(أ)، على عقد بقيمة تصل إلى 70 مليون دولار أمريكي للعمل في الميناء، حيث أسندت عقدًا من الباطن بقيمة 3.5 مليون دولار أمريكي لأعمال التجريف إلى شركة إس إس إيه مارين، وكان ريتشارد باورز، صديقًا لشاو، يمثل الشركتين. أما بالنسبة لأنظمة الاتصالات، فلم يُمنح هذا العقد لشركة نانا باسيفيك ولا لمقاولها من الباطن المقترح (غارديان نت التي ضم مجلس إدارتها صديقًا لشاو يُدعى دون دي مارينو) ولا لتحالف ذي صلة يُدعى ليبرتي موبايل (والذي ضم دي مارينو وشركة الاتصالات كوالكوم)، الأمر الذي دفع شاو لاتخاذ ثلاثة إجراءات ملحوظة بشأنه. أولًا، شكك شاو في صحة العقود الممنوحة لشركات أخرى. ثانيًا، زُعم أنه أخبر موظفي دانيال سودنيك، وهو مستشار أمريكي كبير لوزارة الاتصالات العراقية، أنه سيكون هناك "ثمن باهظ" إذا لم يتضمن عقد نظام اتصالات المستجيب الأول بندًا ينص على إمكانية التوسع لاحقًا إلى شبكة CDMA تجارية على مستوى البلاد، بدلاً من استبعاد CDMA. ثالثًا، سعى شاو إلى استبدال وزير الاتصالات العراقي بسامي المجون، نائبه، الذي كان عضوًا في اتحاد شركات ليبرتي موبايل.
طلب سودنيك إجراء تحقيق في سلوك شو. ثم اقترح شو أن يستقيل سودنيك، وعارض سودنيك في البنتاغون. فُصِل سودنيك في أبريل 2004، ورُفِعَت دعوى قضائية ضد شو ووزارة الدفاع بعد ذلك بتهمة الإيحاء لأطراف ثالثة بأن سودنيك كان قيد التحقيق بتهمة الرشوة. في ديسمبر 2004، فُصِل شو. في عام 2005، رفض مكتب التحقيقات الفيدرالي توجيه الاتهام إلى شو، مضيفًا أنه يحقق بقوة في مزاعم الفساد. في عام 2007، رفض سودنيك بشكل دائم جميع الادعاءات المتبقية ضد شو، دون أي اعترافات من شو، ولا أي حكم ضده.

### مهنة لاحقة في القطاع الخاص
عاد شو إلى مجموعة كامبريدج الاستشارية، رئيسًا لها. وبصفته هذه، شارك في الاستشارات التكنولوجية لوزارة الدفاع. ومنذ عام 2007، كان أيضًا عضوًا في المجلس الاستشاري لشركة NeXplore Corporation، وهي شركة برمجيات تُطوّر تطبيقات وخصائص الإنترنت بشكل رئيسي في الولايات المتحدة.

## الحياة الشخصية
تزوج شو أولاً من ديبورا روسيتير، ابنة هاري ساين روسيتير جونيور وأنجب منها طفلين. زوجته الثانية وأرملته هي هيلين أندرسون شو. أقام شو في ضاحية تشيفي تشيس بولاية ماريلاند بواشنطن العاصمة. كان قائدًا وطنيًا في قاعة سانت أنتوني (المعروفة أيضًا باسم أخوية دلتا بسي) لعقود من الزمن. توفي شو في 5 أبريل 2020، في منزله في تشيفي تشيس بولاية ماريلاند.

## روابط خارجية
- جيرتز، بيل وسكاربورو، روان. "الإنذار المبكر" ، صحيفة واشنطن تايمز (24 مايو/أيار 2004).
- شو، جون. "من بغداد إلى شيكاغو: ريزكو وإمبراطورية أوتشي" ، ويكيليكس (10 أكتوبر 2008).
- شو، جون. "المال العربي وشراء رئيس" ، مجلة ديريكتور بلو (30 ديسمبر/كانون الأول 2012).
- شو، جون. "المملكة العربية السعودية تصل إلى مرحلة الرشد" ، مجلة واشنطن الفصلية (ربيع 1982).